# Bantamvikt i grekisk-romersk stil i brottning vid olympiska sommarspelen 1984
Herrarnas brottningsturnering i grekisk-romersk stil i viktklassen bantamvikt vid olympiska sommarspelen 1984 avgjordes i Anaheim Convention Center i Anaheim. 

## Medaljörer
| Klass      | Guld                               | Silver             | Brons                         |
| Bantamvikt | Pasquale Passarelli · Västtyskland | Masaki Eto · Japan | Haralambos Holidis · Grekland |

## Resultat
- TO — Vinst genom fall

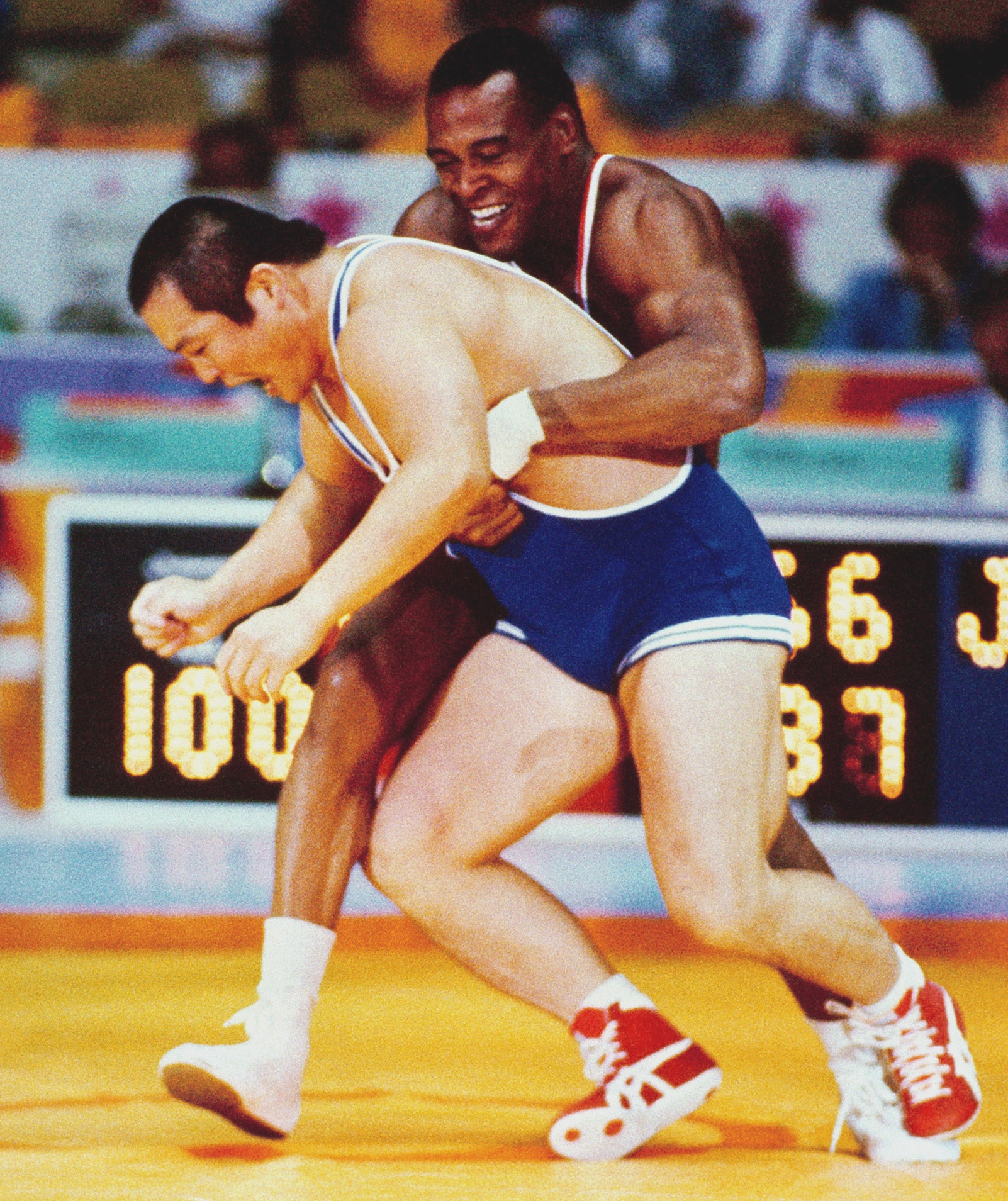
Amerikanske Greg Gibson besegrade japanen Yoshihiro Fujita (blå)

- SP — Vinst genom överlägsenhet, 12-14 poängs skillnad, förloraren med poäng
- SO — Vinst genom överlägsenhet, 12-14 poängs skillnad, förloraren utan poäng
- ST — Vinst genom teknisk överlägsenhet, 15 poäng skillnad
- PP — Vinst genom poäng, förloraren med tekniska poäng
- PO — Vinst genom poäng, förloraren utan tekniska poäng
- PA — Vinst genom att motståndaren skadas
- DQ — Vinst genom förverkande
- D2 — Båda brottarna diskvalificerade på grund av passivitet  (0-0 poäng)
- DNA — Dök inte upp
- L — Förluster
- ER — Elimineringsrunda
- CP — Klassificeringspoäng
- TP — Tekniska poäng

- PA — Vinst genom att motståndaren skadats

### Elimineringsrunda

#### Pool A
| L              |                           | CP       | TP       |                          | L        |          |
| Omgång 1       | Omgång 1                  | Omgång 1 | Omgång 1 | Omgång 1                 | Omgång 1 | Omgång 1 |
| -------------- | ------------------------- | -------- | -------- | ------------------------ | -------- | -------- |
| 1              | Antonino Caltabiano (ITA) | 1-3 PP   | 1-3      | Benni Ljungbeck (SWE)    | 0        |          |
| 0              | Ronny Sigde (NOR)         | 3-1 PP   | 10-3     | Ilpo Seppälä (FIN)       | 1        |          |
| 0              | Masaki Eto (JPN)          | 3-1 PP   | 8-4      | Ali Lachkar (MAR)        | 1        |          |
| 1              | Abdellatif Khalaf (EGY)   | 0-4 ST   | 0-14     | Haralambos Holidis (GRE) | 0        |          |
| Omgång 2       |                           |          |          |                          |          |          |
| 1              | Antonino Caltabiano (ITA) | 3-1 PP   | 8-2      | Ronny Sigde (NOR)        | 1        |          |
| 0              | Benni Ljungbeck (SWE)     | 3-1 PP   | 7-1      | Ilpo Seppälä (FIN)       | 2        |          |
| 0              | Masaki Eto (JPN)          | 4-0 ST   | 16-4     | Abdellatif Khalaf (EGY)  | 2        |          |
| 2              | Ali Lachkar (MAR)         | 0-3 PO   | 0-2      | Haralambos Holidis (GRE) | 0        |          |
| Omgång 3       |                           |          |          |                          |          |          |
| 2              | Antonino Caltabiano (ITA) | 0-3 P1   | 5:44     | Masaki Eto (JPN)         | 0        |          |
| 0              | Benni Ljungbeck (SWE)     | 4-0 TF   | 5:54     | Ronny Sigde (NOR)        | 2        |          |
| 0              | Haralambos Holidis (GRE)  |          |          | Bye                      |          |          |
| Sista omgången |                           |          |          |                          |          |          |
|                | Haralambos Holidis (GRE)  | 3-1 PP   | 5-2      | Benni Ljungbeck (SWE)    |          |          |
|                | Masaki Eto (JPN)          | 3-1 PP   | 6-6      | Haralambos Holidis (GRE) |          |          |
|                | Benni Ljungbeck (SWE)     | 0-4 TF   | 4:25     | Masaki Eto (JPN)         |          |          |

| Brottare                  | L | ER | CP | Sista |
| ------------------------- | - | -- | -- | ----- |
| Masaki Eto (JPN)          | 0 | -  | 10 | 7     |
| Haralambos Holidis (GRE)  | 0 | -  | 7  | 4     |
| Benni Ljungbeck (SWE)     | 0 | -  | 10 | 1     |
| Antonino Caltabiano (ITA) | 2 | 3  | 4  |       |
| Ronny Sigde (NOR)         | 2 | 3  | 4  |       |
| Ilpo Seppälä (FIN)        | 2 | 2  | 2  |       |
| Ali Lachkar (MAR)         | 2 | 2  | 1  |       |
| Abdellatif Khalaf (EGY)   | 2 | 2  | 0  |       |

#### Pool B
| L              |                           | CP        | TP       |                           | L        |          |
| Omgång 1       | Omgång 1                  | Omgång 1  | Omgång 1 | Omgång 1                  | Omgång 1 | Omgång 1 |
| -------------- | ------------------------- | --------- | -------- | ------------------------- | -------- | -------- |
| 1              | Patrice Mourier (FRA)     | 1-3 PP    | 2-8      | Nicolae Zamfir (ROU)      | 0        |          |
| 1              | Park Byung-Hyo (KOR)      | .5-3.5 SP | 4-12     | Mehmet Karadağ (TUR)      | 0        |          |
| 0              | Frank Famiano (USA)       | 4-0 ST    | 13-0     | Sergio Severino (DOM)     | 1        |          |
| 1              | Ernesto Bahena (MEX)      | 0-4 ST    | 0-13     | Pasquale Passarelli (FRG) | 0        |          |
| Omgång 2       |                           |           |          |                           |          |          |
| 2              | Patrice Mourier (FRA)     | 0-4 TF    | 5:23     | Park Byung-Hyo (KOR)      | 1        |          |
| 1              | Nicolae Zamfir (ROU)      | 0-3 PO    | 0-1      | Mehmet Karadağ (TUR)      | 0        |          |
| 0              | Frank Famiano (USA)       | 4-0 ST    | 17-5     | Ernesto Bahena (MEX)      | 2        |          |
| 2              | Sergio Severino (DOM)     | 0-4 ST    | 2-16     | Pasquale Passarelli (FRG) | 0        |          |
| Omgång 3       |                           |           |          |                           |          |          |
| 1              | Nicolae Zamfir (ROU)      | 3-1 PP    | 8-5      | Park Byung-Hyo (KOR)      | 2        |          |
| 1              | Mehmet Karadağ (TUR)      | 0-4 ST    | 5-18     | Frank Famiano (USA)       | 0        |          |
| 0              | Pasquale Passarelli (FRG) |           |          | Bye                       |          |          |
| Omgång 4       |                           |           |          |                           |          |          |
| 0              | Pasquale Passarelli (FRG) | 3.5-0 PS  | 4:10     | Mehmet Karadağ (TUR)      | 2        |          |
| 1              | Nicolae Zamfir (ROU)      | 3-0 P1    | 4:30     | Frank Famiano (USA)       | 1        |          |
| Sista omgången |                           |           |          |                           |          |          |
|                | Nicolae Zamfir (ROU)      | 3-0 P1    | 4:30     | Frank Famiano (USA)       |          |          |
|                | Pasquale Passarelli (FRG) | 2-0 P0    | 5:47     | Nicolae Zamfir (ROU)      |          |          |
|                | Frank Famiano (USA)       | 0-4 ST    | 2-14     | Pasquale Passarelli (FRG) |          |          |

| Brottare                  | L | ER | CP   | Sista |
| ------------------------- | - | -- | ---- | ----- |
| Pasquale Passarelli (FRG) | 0 | -  | 11.5 | 6     |
| Nicolae Zamfir (ROU)      | 1 | -  | 9    | 3     |
| Frank Famiano (USA)       | 1 | -  | 12   | 0     |
| Mehmet Karadağ (TUR)      | 2 | 4  | 6.5  |       |
| Park Byung-Hyo (KOR)      | 2 | 3  | 5.5  |       |
| Patrice Mourier (FRA)     | 2 | 2  | 1    |       |
| Ernesto Bahena (MEX)      | 2 | 2  | 0    |       |
| Sergio Severino (DOM)     | 2 | 2  | 0    |       |

### Slutkamper
|                          | CP        | TP        |                           |           |
| 5:e plats                | 5:e plats | 5:e plats | 5:e plats                 | 5:e plats |
| ------------------------ | --------- | --------- | ------------------------- | --------- |
| Benni Ljungbeck (SWE)    | 0-4 PA    |           | Frank Famiano (USA)       |           |
| Bronsmatch               |           |           |                           |           |
| Haralambos Holidis (GRE) | 3-1 PP    | 2-1       | Nicolae Zamfir (ROU)      |           |
| Final                    |           |           |                           |           |
| Masaki Eto (JPN)         | 1-3 PP    | 5-8       | Pasquale Passarelli (FRG) |           |